# Mścięcino
Mścięcino (do 1945 niem. Messenthin) – część miasta Police i osiedle administracyjne Polic przy granicy ze Szczecinem. Nazwę Mścięcino nosi również część osiedla Skolwin w Szczecinie. 

## Położenie
Mścięcino leży nad Łarpią na północnych stokach Wzgórz Warszewskich. Przez osiedle przepływa Przęsocińska Struga prowadząca wody z Płaskowzgórza Przęsocińskiego na Wzgórzach Warszewskich do Łarpi w Policach. Strumień płynie w malowniczej dolinie w Parku Leśnym Mścięcino (część Puszczy Wkrzańskiej).
Do osiedla z Parku Leśnego Mścięcino prowadzi  czerwony pieszy Szlak „Ścieżkami Dzików”.

## Historia
Wieś o przypuszczalnie IX – XI-wiecznym rodowodzie. W części północnej znajdował się gród obronny. Ok. XIV wieku została przekazana pod jurysdykcję Szczecina, co potwierdzono aktami Ottona I. Przez następne stulecia wieś dzieliła losy między Szczecinem a Policami.  
W 1928 osada liczyła 754 mieszkańców. Na terenie wsi w latach 30. XX wieku znajdował się kościół z szachulca oraz dom dla turystów. Do 1939 Mścięcino należało do powiatu Randow (rejencja szczecińska), następnie zostało włączone do Wielkiego Miasta Szczecina. 
W czasie II wojny światowej osada ucierpiała. Przy obecnej ul. Ofiar Stutthofu w czasie II wojny światowej istniał obóz pracy przy fabryce benzyny syntetycznej w Policach będący podobozem KL Stutthof (niem. Außenlager Pölitz bei Stettin). Przy ulicy Ofiar Stutthofu znajdują się dwa pomniki. 
Zostało zajęte w kwietniu 1945 przez wojska radzieckie (2 Front Białoruski – 2 Armia Uderzeniowa) a zostało oddane pod administrację polską we wrześniu 1946 po likwidacji tzw. Enklawy Polickiej. Nazwę Mścięcino wprowadzono urzędowo w 1946 roku, zmieniając poprzednią niemiecką Messenthin. Wcześniej przez pierwsze powojenne miesiące w użyciu były nieoficjalne tymczasowe nazwy Mieżęcin i Mierzencin.
Po 1945 Mścięcino nadal należało do Szczecina, a w 1954 roku północna i wschodnia część została przyłączona do Polic. Południową część znajdującą się do końca 2007 roku w Szczecinie – fragment Parku Leśnego Mścięcino, zabudowania przy ul. Ofiar Stutthofu włączono z początkiem roku 2008 w granice gminy Police. Przystanek kolejowy Szczecin Mścięcino i większość powierzchni Parku Leśnego Mścięcino znajdują się w granicach Szczecina.

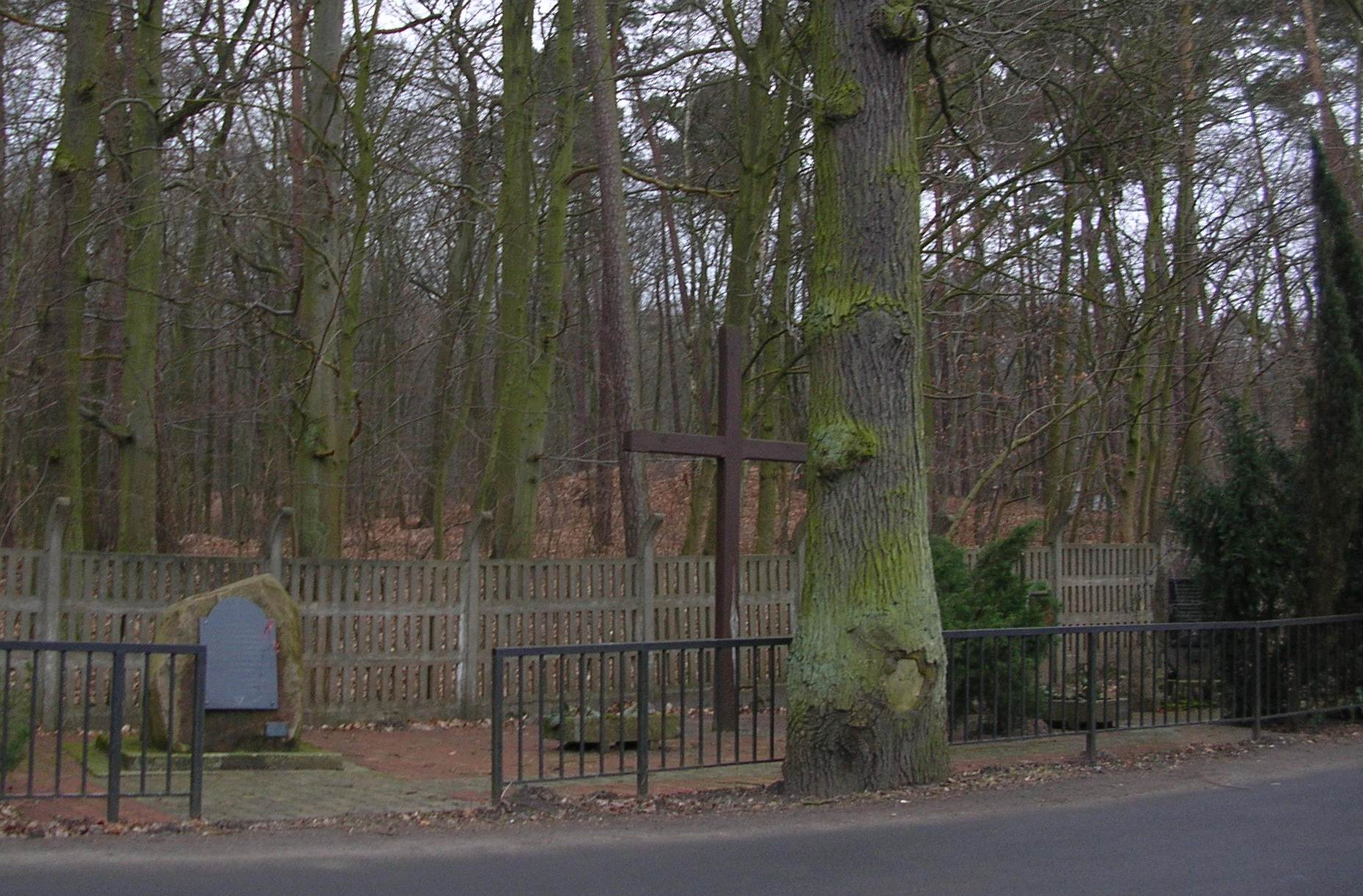
Pomnik przy ul. Ofiar Stutthofu w Policach – Mścięcinie
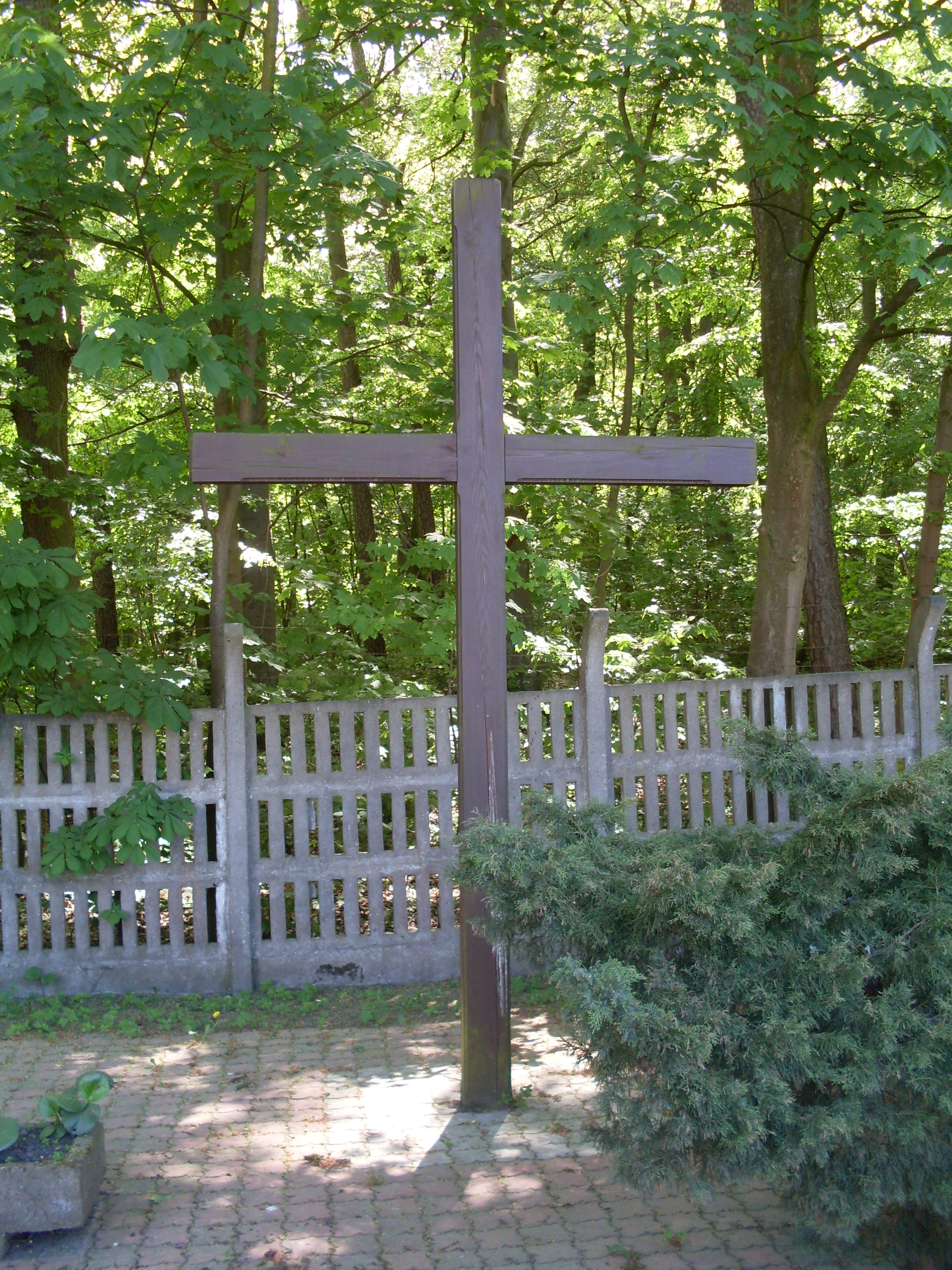
Krzyż pomnikowy przy ul. Ofiar Stutthofu
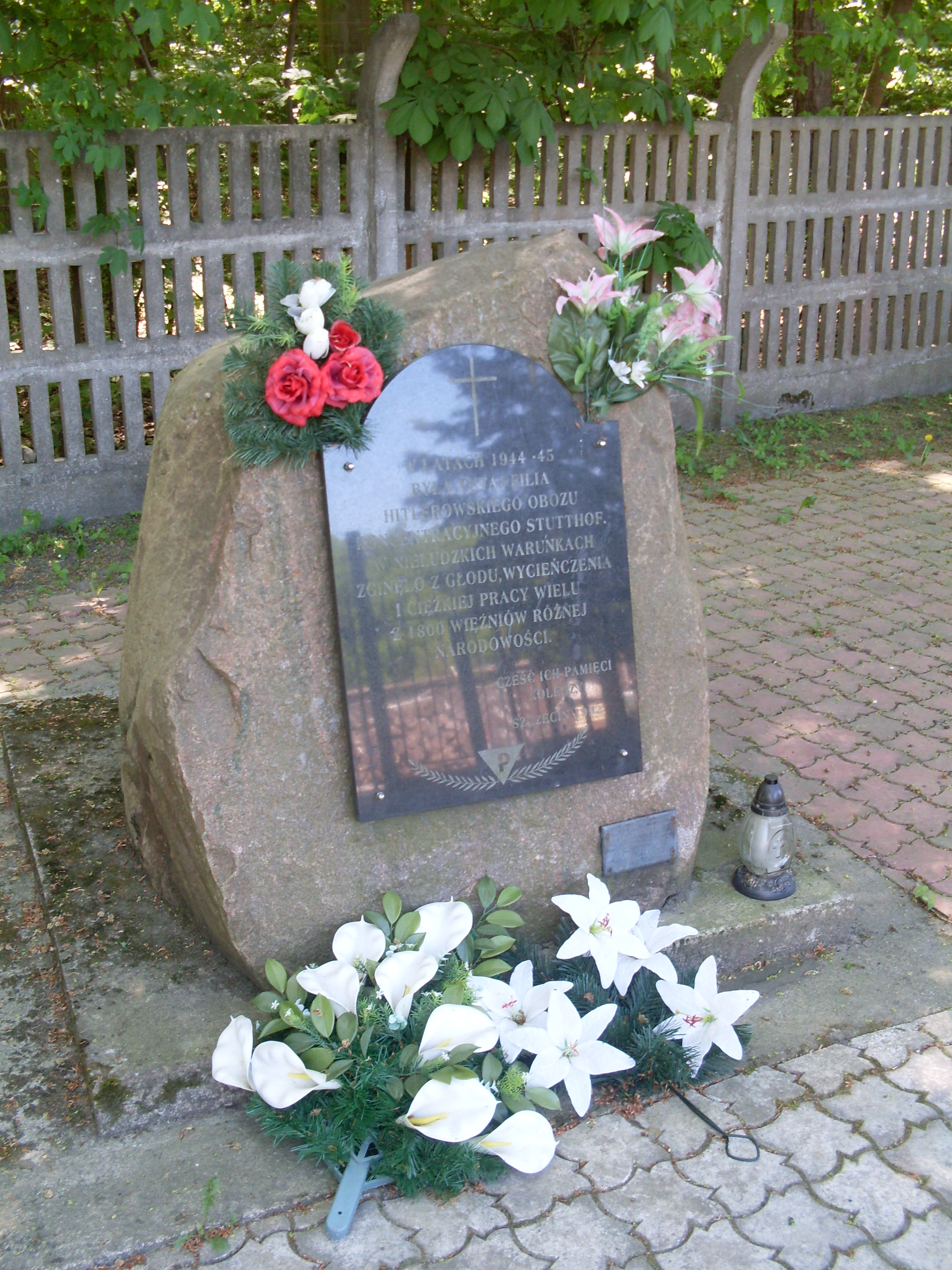
Pomnik przy ul. Ofiar Stutthofu w Policach – Mścięcinie
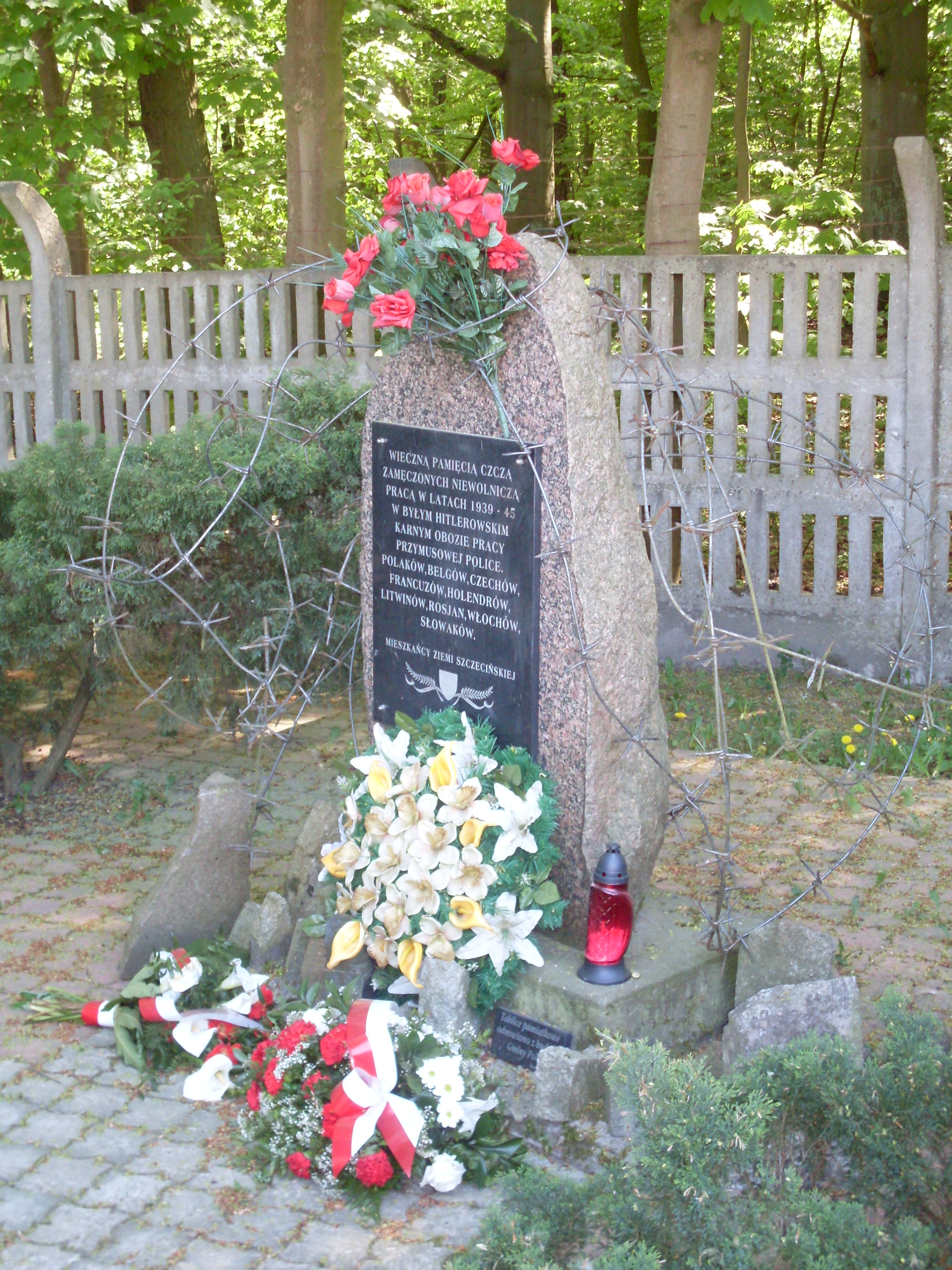
Pomnik przy ul. Ofiar Stutthofu w Policach – Mścięcinie

## Główne ulice
- Ulica Asfaltowa
- Ulica Cisowa
- Ulica Dębowa
- Ulica Palmowa
- Ulica Nadbrzeżna
- Ulica Klonowa
- Ulica Ofiar Stutthofu (Osiedle Rzemieślnicze)

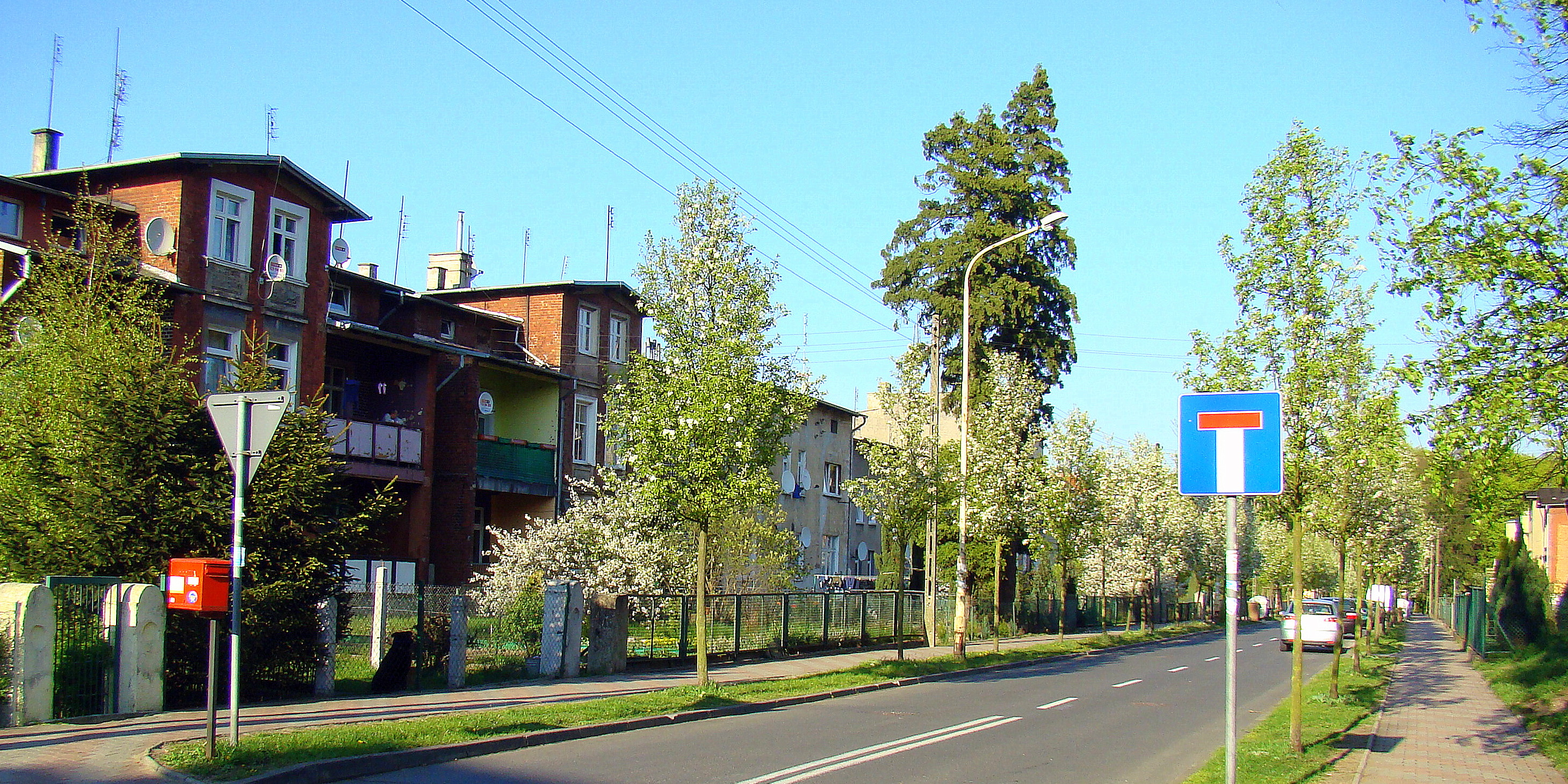
Ulica Palmowa, Mścięcino
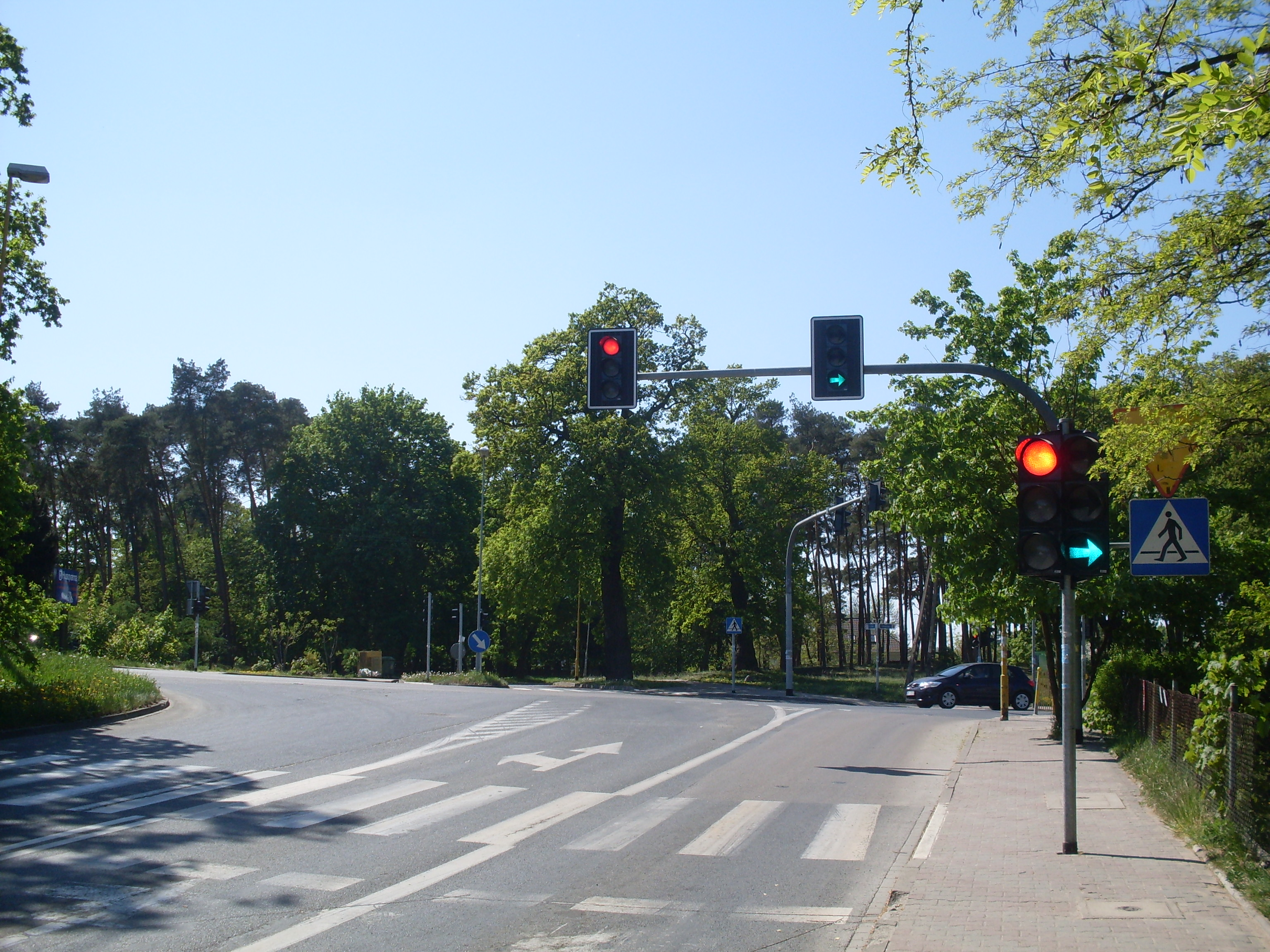
Skrzyżowanie ulic Asfaltowej, Cisowej i Klonowej
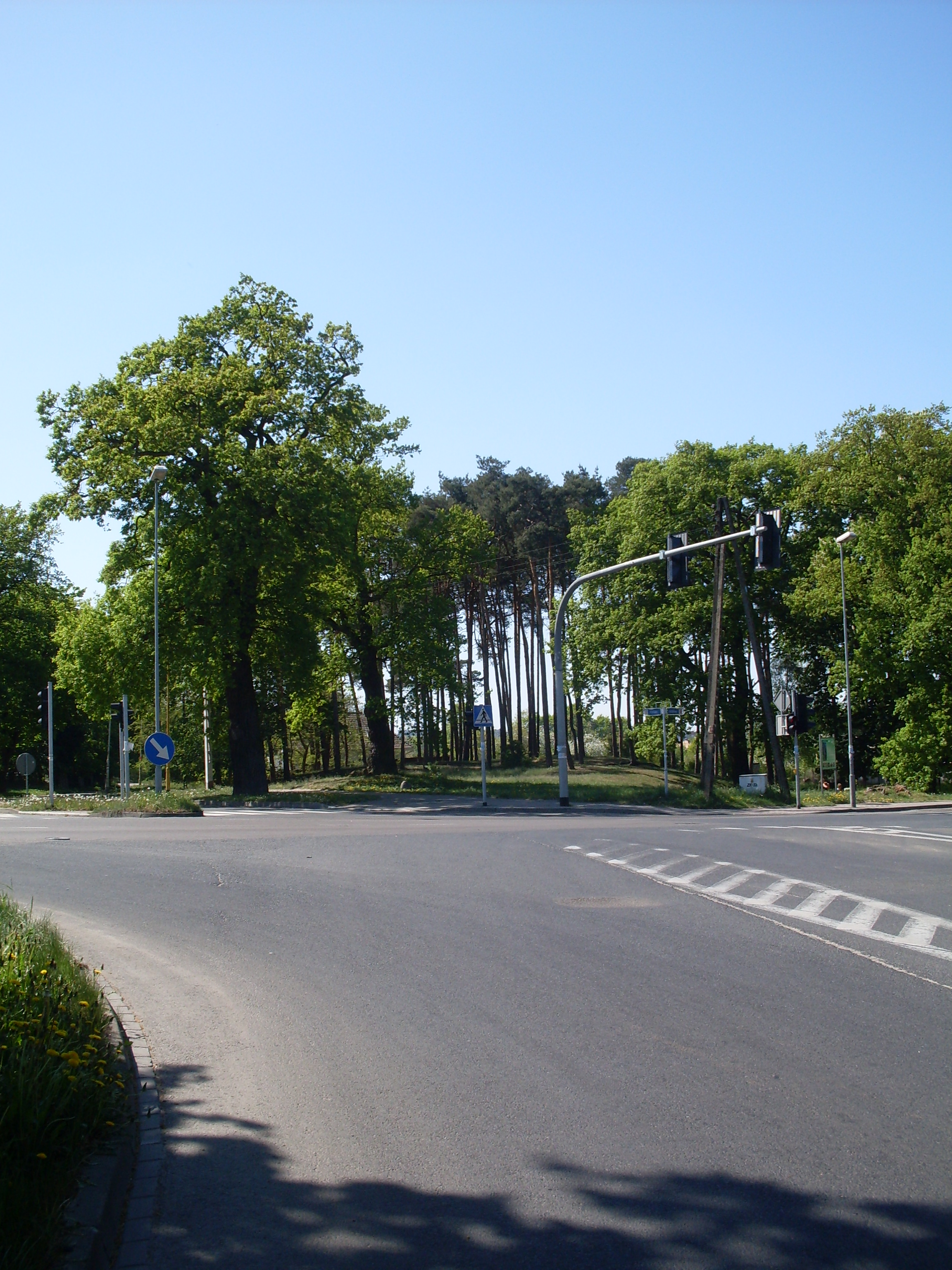
Ulica Cisowa i skwer przy ul. Klonowej
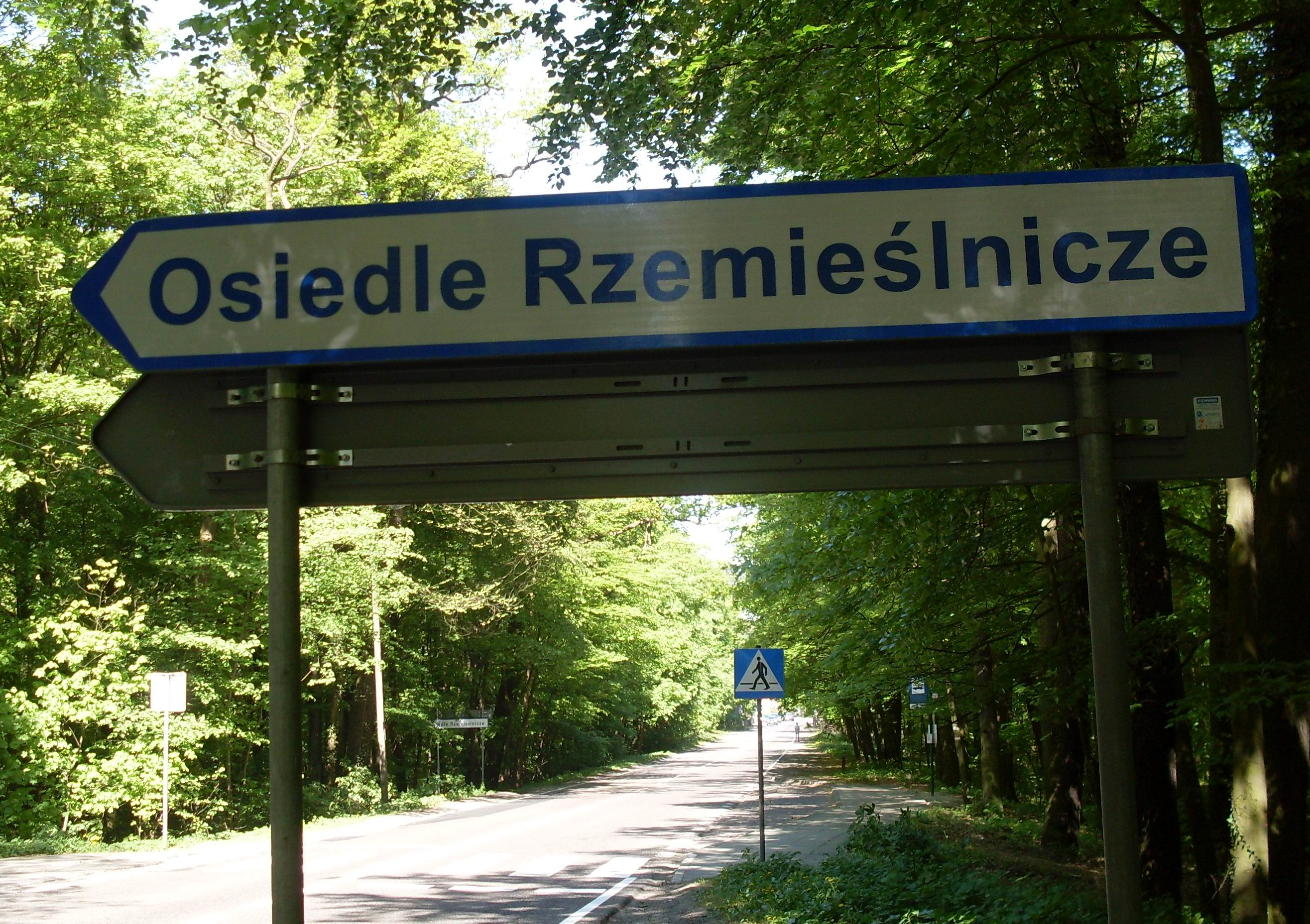
Usługowe Osiedle Rzemieślnicze w Policach - Mścięcinie

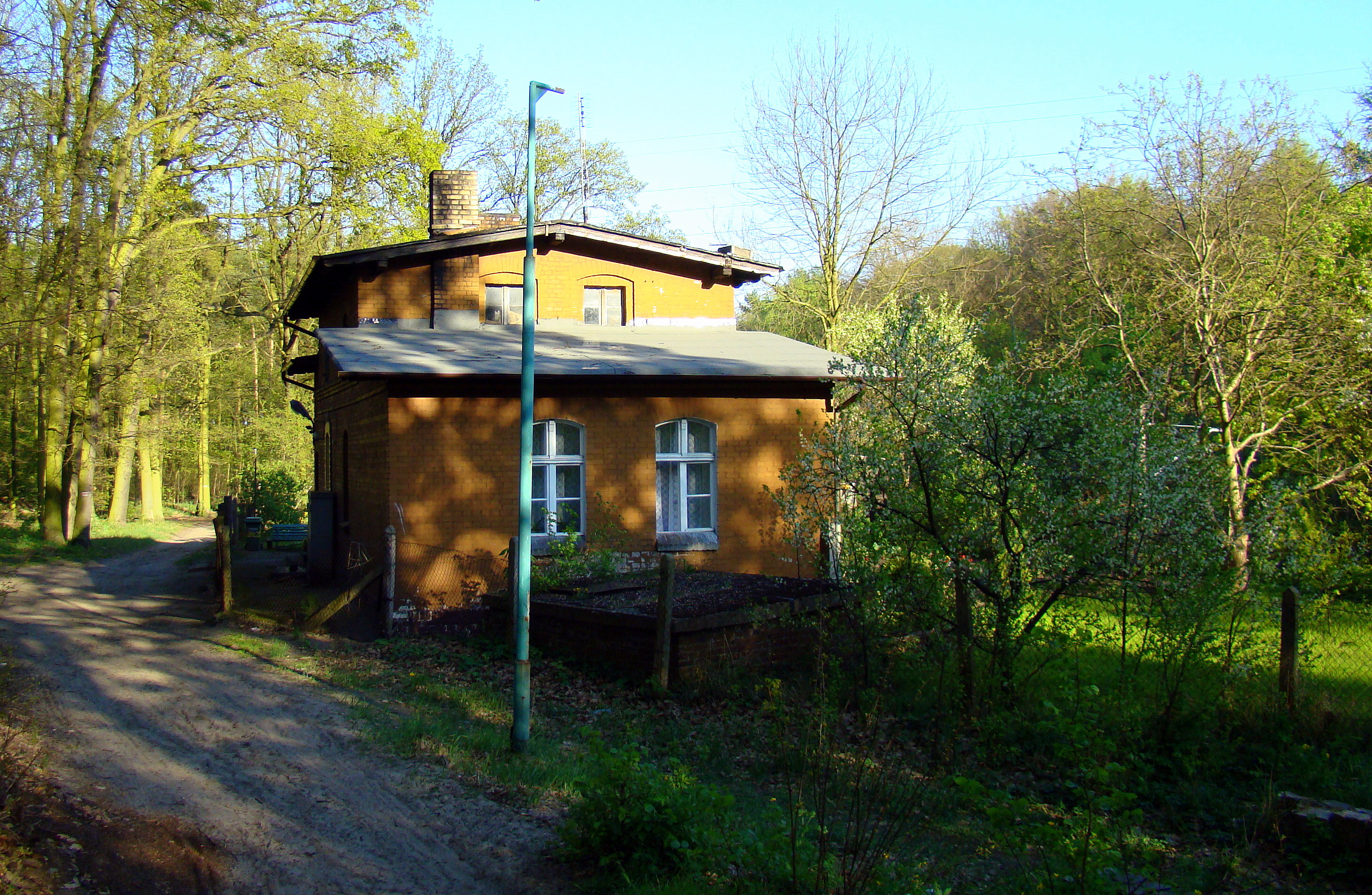
Szczecin Mścięcino

## Komunikacja
- Autobus: linie autobusowe SPPK 101, 102, 107. Komunikacja miejska w Policach i Szczecinie – opis w artykule „Komunikacja autobusowa w Szczecinie”.
- Kolej: przystanek Szczecin Mścięcino na linii kolejowej Szczecin-Police-Trzebież (aktualnie brak przewozów osobowych).
- Poczta: rejon Urzędu Pocztowego Police – 1 (Stare Miasto ul. Grunwaldzka) (kod 72-010)